# Diemudus
Diemudus (latinizado, ou Diemoth, Diemut, Diemud, Diemuth, Diemod, Diemudis) foi uma reclusa na Abadia de Wessobrunn na Alta Baviera, Alemanha, nascida por volta de 1060 e falecida em 30 de março, provavelmente em 1130. Ela trabalhou em 45 manuscritos de 1075 a 1130. Seu nome vem da palavra do alto alemão médio para "humildade" ou "modéstia".

## Biografia
Pouco se sabe sobre sua vida privada. A maioria das informações disponíveis é baseada em um biógrafo do século XVI. Muito disso deve ser considerado lenda embelezada em vez de fato. De acordo com a versão tradicional, ela nasceu de uma família nobre da Baviera ou da Suábia e, ainda criança, entrou para o convento beneditino conectado ao mosteiro beneditino de Wessobrunn. Isso quase certamente não é verdade, já que o mosteiro de Wessobrunn era somente para homens até pelo menos 1100 d.C. Os monges não teriam assumido a responsabilidade de educar uma única jovem. Portanto, é muito mais provável que ela tenha entrado no mosteiro de Wessobrunn quando adulta. Sua caligrafia proficiente mostra evidências de treinamento profissional, de modo que é provável que não tenha vindo para Wessobrunn até depois de uma carreira ativa como escriba profissional. Seu conhecimento de latim indica que ela foi educada em um instituto eclesiástico, provavelmente um mosteiro duplo em outro lugar na Alemanha.